# ملک طلق (فیلم ۲۰۱۵)
مِلک مطلق (انگلیسی: Freeheld) یا به بیانی دیگر ملک موروثی، فیلمی آمریکایی در ژانر درام و به کارگردانی پیتر سالت است که در سال ۲۰۱۵ منتشر شد.